# Barão ladrão

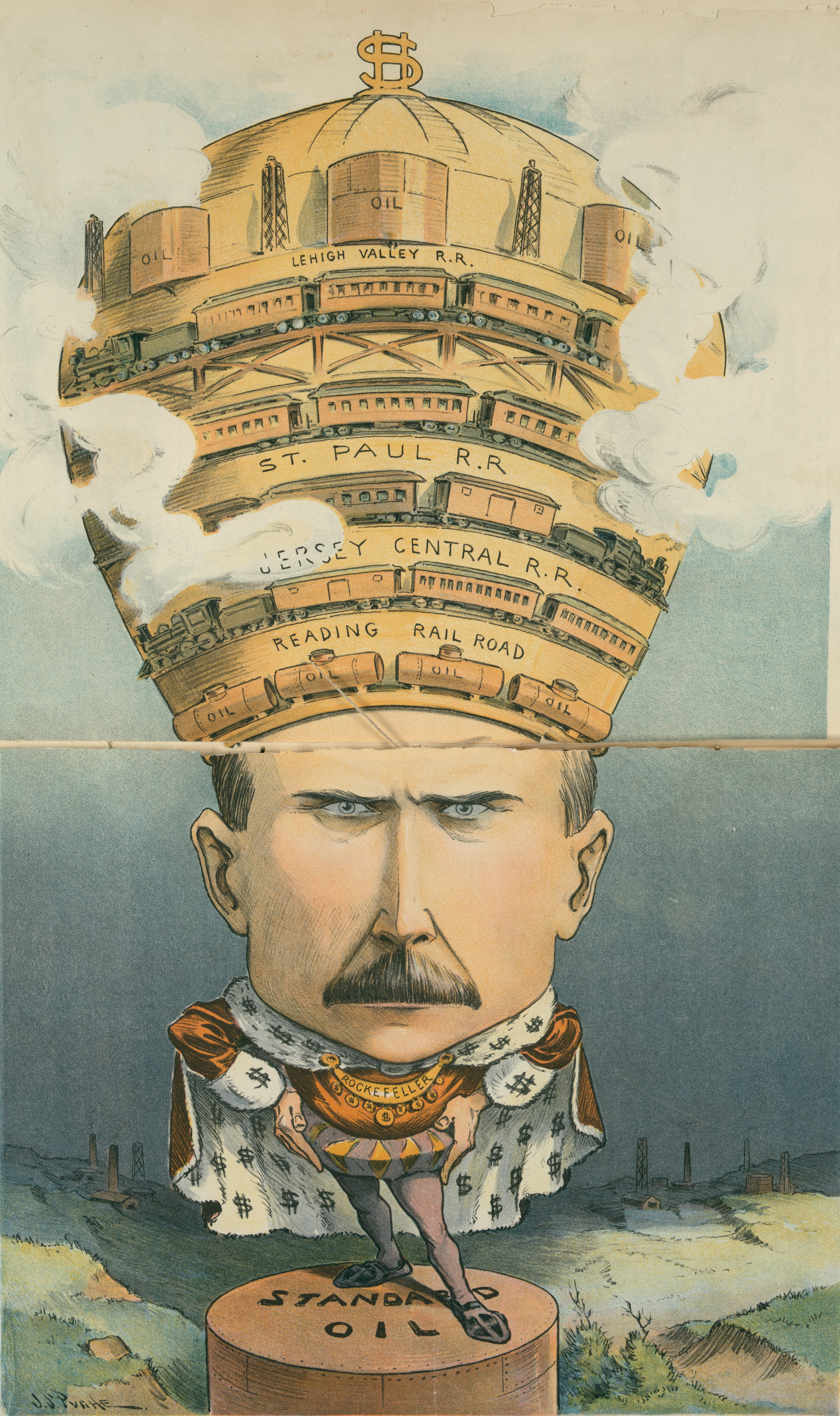
John D. Rockefeller representado como um imperador industrial em uma caricatura da revista Pucke publicada em 1901.

Barão Ladrão ou Barão Gatuno (em inglês:  Robber baron, em alemão:  Raubritter) é um termo pejorativo, originalmente, aplicado a ricos e poderosos empresários norte-americanos do século XIX.
Há registro da utilização da expressão na edição de agosto de 1870, na Revista The Atlantic.
No final dos anos 1800, o termo era usado, principalmente, para se referir aos grandes empresários que usavam abusivamente seu poder econômico para ampliar suas fortunas.
Essas práticas incluíam: controlar recursos nacionais; acumular altos níveis de influência no governo; pagar salários extremamente baixos; esmagar a concorrência através da aquisição de rivais, com o objetivo de criar monopólios e, eventualmente, aumentar os preços e criar esquemas para vender ações a preços inflacionados para investidores desavisados.
O termo combina o sentido de crime ("ladrão") e aristocracia ilegítima (um barão é um papel ilegítimo em uma república).

## Visões negativas
A expressão provém da expressão em alemão "Raubritter", utilizada para se referir a senhores feudais alemães, que cobravam ilegalmente (sem autorização do Imperador do Sacro Império Romano Germânico) pedágios nas estradas que atravessavam suas terras ou portagens dos navios que navegavam no Reno. Mas há controvérsias sobre a origem e a utilização do termo.
No dia 9 de fevereiro de 1859, quando o New York Times utilizou a expressão para se referir à Cornelius Vanderbilt, um magnata norte americano que controlava importantes ferrovias nos Estados Unidos.
Segundo o historiador TJ Stiles, a expressão "evoca visões de monopolistas titânicos que esmagaram concorrentes, fraudaram mercados e corromperam o governo. Em sua ganância e poder, diz a lenda, eles dominaram uma democracia indefesa".
Cartunistas costumavam representar os barões ladrões em trajes reais para enfatizar que sua atuação era ofensiva contra a democracia.
Em 1934, Matthew Josephson publicou: "The Robber Barons: The Great American Capitalists 1861-1901", onde argumentou que os industriais, que eram chamados de "barões ladrões", têm um legado complicado na história da vida econômica e social norte-americana. No prefácio original do livro, ele sustentou que os barões ladrões:
| “ | desempenharam mais ou menos conscientemente os papéis principais em uma era de revolução industrial. Mesmo suas brigas, intrigas e desventuras (muitas vezes tratadas como meramente divertidas ou pitorescas) fazem parte do mecanismo de nossa história. Sob suas mãos, a renovação de nossa economia a vida prosseguia implacavelmente: a produção em larga escala substituiu o modo de produção disperso e descentralizado; as empresas industriais tornaram-se mais concentradas, mais “eficientes” tecnicamente e essencialmente “cooperativas”, onde antes eram puramente individualistas e lamentavelmente desperdiçadoras. É marcado com o motivo de ganho privado por parte dos novos capitães da indústria. Organizar e explorar os recursos de uma nação em escala gigantesca, arregimentar seus fazendeiros e trabalhadores em corpos harmoniosos de produtores, e fazer isso apenas em nome de um apetite descontrolado pelo lucro privado - aqui certamente está a grande contradição inerente de onde tanto desastre, indignação e miséria fluíram. | ” |

.
Também segundo Josephson, a expressão teve origem em um panfleto anti-monopólio de 1880 sobre magnatas de ferrovias. Josephson sustentava que os grandes empresários norte-americanos acumularam grandes fortunas de forma imoral, antiética e injusta, sendo, portanto, semelhantes aos barões ladrões alemães medievais.
Segundo Charles R. Geisst, "Vanderbilt desenvolveu uma reputação de saqueador que não fazia prisioneiros.".
Segundo Hal Bridges, a expressão representava a ideia de que "os líderes empresariais nos Estados Unidos, entre 1865 e 1900, eram, em geral, um conjunto de patifes avarentos que habitualmente enganavam e roubavam investidores e consumidores, corrompiam o governo, lutavam impiedosamente entre si e, em geral, realizavam atividades predatórias comparáveis às dos barões ladrões da Europa medieval".
Segundo Richard White, o barões ladrões viveram em uma "Era Dourada", na qual existia corrupção, monopólio e individualismo desenfreados. White também disse que:
| “ | Suas corporações eram o polvo, devorando tudo em seu caminho. No século XIX eles se tornaram empreendedores, revolucionários necessários nos negócios, mudando impiedosamente as práticas existentes e demonstrando a natureza mutável do capitalismo norte-americano. Suas novas corporações também se transmutaram e se tornaram manifestações da "Mão Visível", racionalidade gerencial que eliminou o desperdício, aumentou a produtividade e trouxe valores burgueses para substituir os dos bucaneiros financeiros. | ” |

## Visões positivas
Após isso, alguns historiadores, liderados por Allan Nevins, começaram a propor uma nova perspectiva sobre os grandes empresários norte-americanos, defendendo a tese do "Estadista Industrial" (em inglês:  Industrial Statesman). Nevins, em sua obra John D. Rockefeller: The Heroic Age of American Enterprise (2 vols., 1940), argumentando contra Josephson. Ele dizia que, apesar de Rockefeller ter se envolvido em algumas práticas comerciais antiéticas e ilegais, isso não deve ofuscar que ele trouxe ordem ao caos industrial da época. Os grandes capitalistas da "Era Dourada" norte-americana, de acordo com Nevins, tentaram impor ordem e estabilidade ao negócio competitivo e que o trabalho que eles realizaram tornaram os Estados Unidos a economia mais importante do século XX.
Este debate sobre a moralidade de certas práticas comerciais continua até os dias atuais, sendo que muitos industriais e magnatas modernos, como Rupert Murdoch, Donald Trump e indivíduos ricos poderosos que ocupam cargos políticos e de controle em meios de comunicação, tais como Vladimir Putin, na Rússia, e Silvio Berlusconi, na Itália, são conhecidos como "barões ladrões" por seus críticos.